# Olympische Geschichte der gemischten Mannschaften
| Gelbes Symbol für Goldmedaillen mit stilisierten Olympischen Ringen | Graues Symbol für Silbermedaillen mit stilisierten Olympischen Ringen | Braundes Symbol für Bronzemedaillen mit stilisierten Olympischen Ringen |
| ------------------------------------------------------------------- | --------------------------------------------------------------------- | ----------------------------------------------------------------------- |
| 8                                                                   | 5                                                                     | 4                                                                       |

Die Bildung gemischter Mannschaften war in den Anfangsjahren der Olympischen Spiele der Neuzeit möglich. Von 1896 bis 1904 gab es mehrere Teams, die aus Sportlern verschiedener Nationen bestanden.

## Medaillen
Insgesamt wurden von gemischten Mannschaften 17 Medaillen gewonnen.

## Teilnehmer

### 1896 Athen
1896 konnten Sportler verschiedener Nationen in einer Sportart antreten.
- Tennis

Herrendoppel
John Pius Boland (GBR) und Friedrich Adolf Traun (GER) –  Goldmedaille
Edwin Flack (AUS) und George Stuart Robertson (GBR) –  Bronzemedaille

### 1900 Paris
In sieben Sportarten wurden gemischte Teams aufgeboten.
- Leichtathletik

5000-Meter-Mannschaftsrennen
Charles Bennett, John Rimmer, Sidney Robinson und Alfred Tysoe (GBR) sowie Stan Rowley (AUS) –  Goldmedaille
- Polo

Foxhunters Hurlingham
John Beresford, Denis Daly, Alfred Rawlinson (GBR) und Foxhall Keene und Frank Mackey (USA) –  Goldmedaille
BLO Polo Club Rugby
Walter Buckmaster, Frederick Freake, Jean de Madre (GBR) und Walter McCreery (USA)  - Silbermedaille
Bagatelle Polo Club de Paris
Robert Fournier-Sarlovèze, Maurice Raoul-Duval und Édouard Alphonse James de Rothschild (FRA) und Frederick Agnew Gill (GBR)  - Bronzemedaille
- Rudern

Zweier mit Steuermann
François Brandt, Roelof Klein (NED) sowie ein unbekannter ca. 7 Jahre alter französischer Junge –  Goldmedaille
- Segeln

2 bis 3 Tonnen
William Exshaw (GBR) und Frédéric Blanchy und Jacques Le Lavasseur (FRA) – 2 ×  Goldmedaille
- Tauziehen

Edgar Aabye, Eugen Schmidt, Charles Winckler (DEN) und August Nilsson, Gustaf Söderström und Karl Gustaf Staaf (SWE) –  Goldmedaille
- Tennis

Herrendoppel
Basil Spalding de Garmendia (USA) und Max Décugis (FRA) –  Silbermedaille
Charles Sands (USA) und Archibald Warden (GBR) – im Viertelfinale ausgeschieden
Mixed
Yvonne Prévost (FRA) und Harold Mahony (GBR) –  Silbermedaille
Laurence Doherty (GBR) und Marion Jones (USA) –  Bronzemedaille
Archibald Warden (GBR) und Hedwig Rosenbaum (BOH) –  Bronzemedaille

### 1904 St. Louis
In zwei Sportarten wurden gemischte Teams gebildet.
- Leichtathletik

4-Meilen-Mannschaftslauf
Lacey Hearn, Sidney Hatch, James Lightbody, Frank Verner (USA) und Albert Corey (FRA) –  Silbermedaille
- Fechten

Florett Mannschaft
Manuel Díaz und Ramón Fonst (CUB) und Albertson Van Zo Post (USA) –  Goldmedaille